# San Francisco Ixmiquilpan
San Francisco Ixmiquilpan är en ort i Mexiko.   Den ligger i kommunen Tenango de Doria och delstaten Hidalgo, i den sydöstra delen av landet, 140 km nordost om huvudstaden Mexico City. San Francisco Ixmiquilpan ligger 1 321 meter över havet och antalet invånare är 190.
Terrängen runt San Francisco Ixmiquilpan är kuperad åt nordväst, men åt sydost är den bergig. San Francisco Ixmiquilpan ligger nere i en dal. Runt San Francisco Ixmiquilpan är det ganska tätbefolkat, med 56 invånare per kvadratkilometer. Närmaste större samhälle är San Bartolo Tutotepec, 7,9 km nordost om San Francisco Ixmiquilpan. I omgivningarna runt San Francisco Ixmiquilpan växer i huvudsak blandskog.